# Tournée de l'équipe de France de rugby à XV en 2021
L'équipe de France de rugby à XV effectue du 7 au 17 juillet 2021 une tournée en Australie. Les Wallabies, surnom de l'équipe d'Australie, remportent la série deux victoires à une, s'imposant lors des première et troisième rencontres, les Bleus remportant le deuxième test.

## Résultats complets
| No | Date            | Lieu                                  | Match              | Score   | Compétition |
| -- | --------------- | ------------------------------------- | ------------------ | ------- | ----------- |
| 1  | 7 juillet 2021  | Suncorp Stadium, Brisbane - Australie | Australie – France | 23 – 21 | Test match  |
| 2  | 13 juillet 2021 | AAMI Park, Melbourne - Australie      | Australie – France | 26 – 28 | Test match  |
| 3  | 17 juillet 2021 | Suncorp Stadium, Brisbane - Australie | Australie – France | 33 – 30 | Test match  |

## Résultats des test matchs

### Match 1
| Mercredi 7 juillet 2021 20 h 0 UTC+08:00 | Australie | 23 - 21, (7 - 15) | France | Suncorp Stadium, Brisbane,. 20 000 spectateurs Arbitre : Brendon Pickerill (en) |
| Mercredi 7 juillet 2021 20 h 0 UTC+08:00 | Essai(s) : Brandon Paenga-Amosa (35e), Michael Hooper (70e) Transformation(s) : Noah Lolesio (36e, 70e) Pénalité(s) : Lolesio (44e , 60e, 80e+4) |                   | Essai(s) : Gabin Villière (7e, 23e) Transformation(s) : Louis Carbonel (24e) Pénalité(s) : Carbonel (19e, 52e) Drop(s) : Melvyn Jaminet (63e) | Suncorp Stadium, Brisbane,. 20 000 spectateurs Arbitre : Brendon Pickerill (en) |
| Mercredi 7 juillet 2021 20 h 0 UTC+08:00 | |                   | | Suncorp Stadium, Brisbane,. 20 000 spectateurs Arbitre : Brendon Pickerill (en) |

| Australie Titulaires James Slipper Brandon Paenga-Amosa Allan Alaalatoa Matt Philip Lukhan Salakaia-Loto Rob Valetini Michael Hooper Harry Wilson Jake Gordon Noah Lolesio Marika Koroibete Matt Toomua Hunter Paisami Tom Wright Tom Banks Remplaçants Lachlan Lonergan Angus Bell Taniela Tupou Darcy Swain Isi Naisarani Tate McDermott Len Ikitau Andrew Kellaway Entraîneur Dave Rennie |  | France Titulaires Jean-Baptiste Gros Gaëtan Barlot Demba Bamba Killian Geraci Romain Taofifenua Dylan Cretin Anthony Jelonch Sekou Macalou Baptiste Couilloud Louis Carbonel Gabin Villière Jonathan Danty Arthur Vincent Damian Penaud Melvyn Jaminet Remplaçants Anthony Étrillard Quentin Walcker Sipili Falatea Baptiste Pesenti Cyril Cazeaux Cameron Woki Teddy Iribaren Anthony Bouthier Entraîneur Fabien Galthié |

### Match 2
| Mardi 13 juillet 2021 20 h 0 UTC+08:00 | Australie | 26 - 28, (13 - 16) | France | AAMI Park, Melbourne 20 113 spectateurs Arbitre : James Doleman (en) |
| Mardi 13 juillet 2021 20 h 0 UTC+08:00 | Essai(s) : Jake Gordon (37e) Michael Hooper (71e) Transformation(s) : Noah Lolesio (40e, 71e) Pénalité(s) : Lolesio (17e, 26e, 46e, 75e) |                    | Essai(s) : Damian Penaud (21e) Transformation(s) : Melvyn Jaminet (24e) Pénalité(s) : Jaminet (2e, 11e, 36e, 51e, 57e, 63e, 79e) | AAMI Park, Melbourne 20 113 spectateurs Arbitre : James Doleman (en) |
| Mardi 13 juillet 2021 20 h 0 UTC+08:00 | |                    | | AAMI Park, Melbourne 20 113 spectateurs Arbitre : James Doleman (en) |

| Australie Titulaires James Slipper Brandon Paenga-Amosa Taniela Tupou Matt Philip Lukhan Salakaia-Loto Rob Valetini Michael Hooper Harry Wilson Jake Gordon Noah Lolesio Marika Koroibete Matt Toomua Hunter Paisami Tom Wright Tom Banks Remplaçants Lachlan Lonergan Angus Bell Allan Alaalatoa Darcy Swain Isi Naisarani Tate McDermott Len Ikitau Andrew Kellaway Entraîneur Dave Rennie |  | France Titulaires Jean-Baptiste Gros Gaëtan Barlot Wilfrid Hounkpatin Pierre-Henri Azagoh Cyril Cazeaux Ibrahim Diallo Cameron Woki Anthony Jelonch Baptiste Couilloud Louis Carbonel Gabin Villière Jonathan Danty Arthur Vincent Damian Penaud Melvyn Jaminet Remplaçants Anthony Étrillard Enzo Forletta Demba Bamba Killian Geraci Romain Taofifenua Sekou Macalou Teddy Iribaren Anthony Bouthier Entraîneur Fabien Galthié |

### Match 3
| Samedi 17 juillet 2021 20 h 0 UTC+08:00 | Australie | 33-30 (20-20) | France | Suncorp Stadium, Brisbane 34 164 spectateurs Arbitre : Ben O'Keeffe |
| Samedi 17 juillet 2021 20 h 0 UTC+08:00 | Essai(s) : 3 McDermott 10e, Lolesio 19e, Tupou 51e Transformation(s) : 3/3 Lolesio 11e, 20e, 52e Pénalité(s) : 4 Lolesio 25e, 40e+3, 73e, 77e Carton(s) rouge(s) : Koroibete 5e |               | Essai(s) : 3 Couilloud 8e, Woki 36e, Barassi 46e Transformation(s) : 3/3 Jaminet 9e, 36e, 47e Pénalité(s) : 3 Jaminet 4e, 14e, 74e | Suncorp Stadium, Brisbane 34 164 spectateurs Arbitre : Ben O'Keeffe |
| Samedi 17 juillet 2021 20 h 0 UTC+08:00 | |               | | Suncorp Stadium, Brisbane 34 164 spectateurs Arbitre : Ben O'Keeffe |

| Australie Titulaires James Slipper Brandon Paenga-Amosa Allan Alaalatoa Darcy Swain Lukhan Salakaia-Loto Lachlan Swinton Michael Hooper Isi Naisarani Tate McDermott Noah Lolesio Marika Koroibete Matt Toomua Hunter Paisami Len Ikitau Filipo Daugunu Tom Banks Remplaçants Jordan Uelese Angus Bell Taniela Tupou Matt Philip Rob Valetini Jake Gordon Matt Toomua Reece Hodge Entraîneur Dave Rennie |  | France Titulaires Enzo Forletta Gaëtan Barlot Sipili Falatea Pierre-Henri Azagoh Romain Taofifenua Dylan Cretin Cameron Woki Anthony Jelonch Baptiste Couilloud Antoine Hastoy Teddy Thomas Arthur Vincent Pierre-Louis Barassi Damian Penaud Melvyn Jaminet Remplaçants Anthony Étrillard Quentin Walcker Demba Bamba Baptiste Pesenti Alexandre Bécognée Teddy Iribaren Anthony Bouthier Julien Hériteau Entraîneur Fabien Galthié |